# Ceratium arcticum
Ceratium arcticum is een soort in de taxonomische indeling van de Myzozoa, een stam van microscopische parasitaire dieren. Het organisme komt uit het geslacht Ceratium en behoort tot de familie Ceratiaceae. De wetenschappelijke naam van de soort is voor het eerst geldig gepubliceerd in 1901 door (Ehrenberg) Cleve.